# Шестаков, Иван Алексеевич
Ива́н Алексе́евич Шестако́в (1 (13) апреля 1820, Сырохоренье — 21 ноября (3 декабря) 1888, Севастополь) — российский флотоводец и государственный деятель, адмирал (1888 год).

## Биография
Происходил из смоленского дворянского рода. Родился в семье капитан-лейтенанта в отставке Алексея Антиповича Шестакова (1786—1856), вторым из 12 детей. Мать скончалась в 1836 году.
Иван Шестаков в 1830 году был принят в Морской кадетский корпус, где проходил обучение его старший брат Николай. В то время в корпусе были приняты суровые порядки, направленные на искоренение духа вольности и памяти о 14 декабря. Кадет Шестаков, известный крутым нравом, не раз получал в наказание розги, в частности, однажды ему было назначено 600 ударов. Несмотря на это, учился блестяще и уже в 14 лет сдал офицерский экзамен, однако из-за недостаточного возраста звания не получил, став фельдфебелем гардемаринской роты (при этом его подчинённые были на шесть лет старше). В своих мемуарах он писал: «На грубости я отвечал дерзостями, остался ещё на год от выпуска и наконец, на третий год, был возвращён домой униженный, но не смиренный».
Отчисленный из Морского кадетского корпуса в 1836 году, вышел в офицеры флота благодаря участию адмирала М. П. Лазарева, друга его отца. В 27 лет стал командиром тендера «Скорый».
В кампанию 1850 года для наблюдения за постройкой шхуны Аргонавт был направлен в Лондон, вступил в должность её первого командира после постройки и перевёл зимой 1851 года в Севастополь.
В Крымскую войну выступил с инициативой организации крейсерской войны против Англии. 6 декабря 1854 года произведен в капитаны 2-го ранга с назначением в 34-й флотский экипаж.
17 апреля 1863 года назначен помощником главного командира Кронштадтского порта. Из-за конфликта с управляющим морским министерством Н. К. Краббе вышел в отставку, вернувшись на службу только через 8 лет.
В 1872—1881 годах — морской агент в Италии и Австро-Венгрии, в 1881—1882 годах — председатель кораблестроительного отделения МТК, в 1882—1888 годах — управляющий Морским министерством, адмирал (1888). Вместе с Г. И. Бутаковым составил первую лоцию Чёрного моря. Выступал с резкой и справедливой критикой кораблестроительных программ, особенно ратуя против «дешёвых» броненосцев береговой обороны. Сложный характер Шестакова привёл его в итоге к ссоре с такими моряками, как Г. И. Бутаков и И. Ф. Лихачёв. Инициатор введения положения о морском цензе 1885 года, оцениваемого современниками очень неоднозначно.

## Послужной список

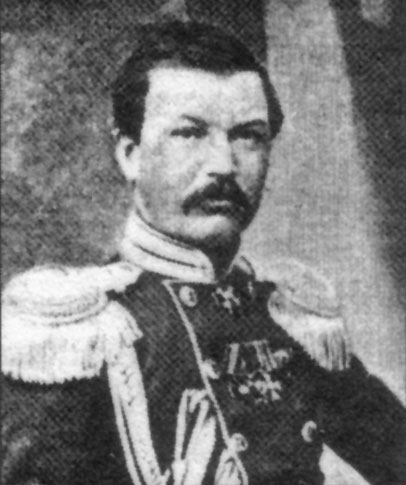
Иван Алексеевич Шестаков

- 1830 — поступил в Морской кадетский корпус, где быстро достиг первенства.
- 1836 — не подчинившись мелкому требованию корпусного офицера, вынужден был оставить учёбу и определился юнкером в Черноморский флот. 24 октября вторично произведён в гардемарины (в первый раз ещё в 1832 году)
- 1837—1838 — плавания у Кавказского побережья.
  - 1837 — высадка десанта и занятие крепостной позиции на мысе Константиновском. За доблесть награждён Знаком отличия Военного Ордена (7 июня 1837 года) и произведён в мичманы (23 декабря) с зачислением в 30-й флотский экипаж.
  - Апрель-май 1838 — Высадка десанта с корвета «Ифигения» в устья рек Субаши и Шапсуги на кавказском побережье. Награждён орденом Святой Анны IV степени.
- 1838—1840 — плавания в Средиземном море.
- 1840—1842 — плавания у Кавказского побережья.
- 1842—1843 — плавания в Средиземном море.
- Апрель 1843 — адъютант Главного командира Черноморского флота и портов Чёрного моря вице-адмирала М. П. Лазарева.
- 1845—1846 — офицер парохода «Бессарабия».
- 1847—1850 — командуя тендером «Скорый», одновременно с командиром тендера «Поспешный» Г. И. Бутаковым составлял гидрографическую опись Чёрного моря, после чего они вместе составили первую черноморскую лоцию. 23 апреля 1850 года произведён в капитан-лейтенанты.
- 1850 — поездка в Англию для наблюдения за строящимся для России кораблём: паровая шхуна «Аргонавт». 28 декабря прибыл на ней в Николаев.
- 1852—1854 — поездка в Англию для наблюдения за строящимися для России кораблями: винтовые корветы «Витязь» и «Воин». Из-за начавшейся войны покинул Англию. Суда выкупило Британское Адмиралтейство. Под именами: «Коссак» и «Тартар» они вошли в состав союзной эскадры под Севастополем.
- Февраль 1854 — в чине капитана 2-го ранга переведён на Балтику. Участвовал в защите Кронштадта в качестве офицера фрегата «Рюрик».
- 21 мая 1855 — адъютант генерал-адмирала Великого князя Константина Николаевича. Работал над чертежами и участвовал в постройке 75 винтовых канонерских лодок, получивших прозвище «шестаковки», и 14 винтовых корветов[6].
- Весна 1856—1859 — капитан 1-го ранга Шестаков направлен в Соединённые Штаты для наблюдения за постройкой парового фрегата «Генерал-адмирал», строящегося по его проекту и чертежам[7].
- 1859 — 12-дневный переход фрегата «Генерал-адмирал» под командой Шестакова в Шербур, а затем в Кронштадт[7]. Награждён орденом Святого Владимира III степени.
- 1859 — член Морского учёного и кораблестроительного комитетов.
- 1860 — начальник отряда кораблей в Средиземном море, крейсировавшего у берегов Сирии. 23 апреля 1861 года произведён в контр-адмиралы и назначен в свиту императора[8]. 1 октября 1862 года сдал командование и отправился в Россию. 5 ноября 1862 года награждён орденом Святого Станислава 1-й степени.
- 17 апреля 1863 — помощник командира Кронштадтского порта по морской части. Принимал участие в работах по вооружению Кронштадта и снаряжению крейсерской эскадры контр-адмирала Лесовского к берегам Америки. 29 июля оставил должность.
- 1864 — выступил с резкой критикой программы строительства броненосцев береговой обороны, но не встретил поддержки со стороны флагманов и инженеров и вступил в личный конфликт с управляющим Морским министерством адмиралом Н. К. Краббе.
- 11 апреля 1866 — Таганрогский градоначальник. Пытался улучшить судоходство по Азовскому морю и Дону, заменил старые маяки вдоль побережья Азовского моря, ввёл в городе газовое освещение, для чего открыл газовый завод. 30 августа 1867 года награждён орденом Святой Анны 1-й степени.
- 1868 — выступил с инициативой открытия в Таганроге мореходной школы.
- 1868 — Виленский губернатор. Получив назначение в северо-западную часть страны, генерал-губернатор Потапов рекомендовал Шестакова на должность губернатора. Их дружба из-за недоразумений переросла во вражду. Император Александр II принял сторону Потапова.
- 27 октября 1869 года Шестаков был снят с должности и зачислен во флот.
- 1 ноября 1869 года по домашним обстоятельствам уволен от службы с мундиром и полной пенсией (приказ по Морскому ведомству № 820).
- Благодаря заступничеству генерал-адмирала великого князя Константина Николаевича для Шестакова в феврале 1873 года образована должность временного морского агента на юге Европы (приказ по Морскому Ведомству № 1004).
- 13 апреля 1875 года награждён орденом Святого Владимира 2-й степени; 1 января 1879 года — орденом Белого орла. 1 января 1880 года произведён в вице-адмиралы.
- 1881 — посетил порты Франции и Англии. Председатель Кораблестроительного отдела Морского технического комитета с 16 ноября 1881 по 11 января 1882 года.
- 1882 — вице-адмирал Шестаков назначен управляющим Морским министерством. Способствовал восстановлению Черноморского флота, укреплению Сибирской флотилии, развитию броненосного флота. Участвовал в разработке 20-летней кораблестроительной программы океанского броненосного флота на 1883—1902 годы и добился её утверждения.
- 1886 — для лучшего ознакомления с ситуацией в дальневосточных морях совершил плавание на Дальний Восток (на пароходе «Москва»), после чего начались работы по оборудованию порта во Владивостоке и созданию железнодорожного сообщения Владивостока с Хабаровском.
- 1 января 1888 года Высочайшим приказом по флоту № 381 произведён в адмиралы.

21 ноября 1888 года, находясь в Севастополе, Иван Алексеевич Шестаков скончался. Похоронен в Севастополе, в храме Святого Владимира.

## Сторонник продажи российских владений в Америке
Шестаков критически относился к Российско-американской компании (РАК), считал, что её деятельность не приносит никакой пользы российской промышленности, а лишь наносит ущерб местному населению, которое компания преднамеренно держит в «первобытном варварстве». Автор записки в МИД России (февраль 1860 года), в которой приводились основания для продажи Русской Америки. Эффективно защитить русские владения, по мнению Шестакова, было «очевидно невозможно, а то, чего удержать нельзя, лучше уступить заблаговременно и добровольно». После уступки колоний, считал Шестаков, обрусевшее население можно было бы переселить в метрополию (он предлагал рассмотреть такие регионы, как берега Амура или побережье Татарского пролива). Шестаков также считал, что морские силы Российской империи на Тихом океане «будут весьма грозны, если необходимость защищать оторванны колонии не пригвоздит их к самым незащищённым пунктам».

## Память
- Именем Ивана Алексеевича Шестакова назван остров в Баренцевом море близ архипелага Новая Земля (остров Шестакова был обследован в 1889 экипажем шхуны «Бакан», тогда же было присвоено название острову)[9].
- В честь И. А. Шестакова назван рейд Шестакова [Синпхохан] (Японское море, полуостров Корея, 40°01′ с.ш., 128°12′ в.д., рейд обследован в 1886 году экипажем клипера «Крейсер», тогда же было присвоено название рейду)[9].
- В Таганроге его именем был назван бульвар, впоследствии переименованный в Украинский, сейчас его имя носит улица.
- 12 июля 1886 года избран первым почётным гражданином Владивостока с помещением его портрета в зале городской думы.
- Прозвище «шестаковки» получили первые русские паровые винтовые канонерские лодки, построенные по проекту и при участии И. А. Шестакова во время Крымской войны в 1855 году[6].

## Литературные труды
Считался в морских кругах авторитетным специалистом по США. После себя оставил многочисленные научные и литературные труды, из которых особенно примечательны «Лоция Чёрного моря» и статьи из Америки под псевдонимом «Excelsior», публиковавшиеся в «Морском сборнике». Перевёл на русский язык труд историка Уильяма Джеймса «Военно-морская история Великобритании». В 1873 году выпустил книгу воспоминаний «Полвека обыкновенной жизни».
До конца жизни вёл также дневники, которые после его смерти не были опубликованы ввиду обильной критики в них императора Александра III и его окружения. Попытку их издания перед началом Великой Отечественной войны предпринял адмирал И. С. Исаков и написал к книге вступительную статью, но ввиду начала войны от издания отказались. Впервые «Дневники» были изданы лишь в 2013 году.

## Семья
Был дважды женат:
- Надежда Алексеевна Михайловская (ум. 1879)
- Мария де Вильер (с 1883 года)

Дети от первого брака были женаты морганатическим браком их имена не известны (Потомки носили фамилию Катунины), от второго не было.

## Награды
- Знак отличия Военного ордена № 72358 (7 июня 1837 года)
- Орден Святой Анны 4-й степени (3 октября 1838 года)
- Орден Святого Станислава 3-й степени (5 декабря 1841 года)
- Орден Святой Анны 3-й степени (13 сентября 1845 года)
- Бриллиантовый перстень (7 июня 1851 года)
- Орден Святой Анны 2-й степени (11 апреля 1854 года)
- Орден Святого Владимира 4-й степени с бантом (20 мая 1855 года)
- Орден Святого Владимира 3-й степени (8 июля 1859 года)
- Орден Святого Станислава 1-й степени с мечами (5 ноября 1862 года)
- Орден Святой Анны 1-й степени (30 августа 1867 года)
- Орден Святого Владимира 2-й степени (13 апреля 1875 года)
- Орден Белого орла (1 января 1879 года)
- Орден Святого Александра Невского (15 мая 1883 года)
- Алмазные знаки к ордену Святого Александра Невского (10 мая 1886 года)
- Тёмно-бронзовая Медаль «В память войны 1853—1856» (26 августа 1856 года)
- Крест «За службу на Кавказе» (1864) (15 июля 1864 года)
- Знак отличия беспорочной службы за XL лет (22 августа 1883 года)

Иностранные:
- Японский орден Восходящего солнца 1-й степени (29 сентября 1886 года)
- Черногорский орден Князя Даниила I 1-й степени (25 июля 1883 года)
- Бельгийский орден Леопольда I, большой крест (23 сентября 1883 года)
- Датский орден Данеброг 1-й степени (8 июля 1885 года)
- Шведский орден Меча 1-й степени (15 июля 1885 года)
- Турецкий орден Османие 1-й степени (24 июля 1885 года)
- Гавайский орден Калакауа 1-й степени (13 июня 1883 года)